# 龙江 (广东)
龙江是广东东部沿海的一条河流，发源于普宁市西南部的南阳山区，于惠来县鳌江镇注入南海。在普宁市境内流长26.78公里，集水面积635.64平方公里。